# Zufikon
Zufikon (schweizertyska: Zufike) är en ort och kommun i distriktet Bremgarten i kantonen Aargau, Schweiz. Kommunen har 4 917 invånare (2023).